# 東ダバオ州

ダバオ・オリエンタル州の位置

東ダバオ州 (ひがしダバオしゅう、Providence of Davao Oriental) は、フィリピン南部ミンダナオ島南東部の州である。
ダバオ地方 (Davao Region, Region XI) に属し、フィリピン最東端に位置する。西はダバオ・デ・オロ州、北はカラガ地方の南アグサン州と南スリガオ州に接しており、東はフィリピン海、南西はダバオ湾に面している。州内を南北方向に伸びるハミギタン山はその野生生物保護区が世界遺産になっている。
面積は5,164.5km2、人口は446,191人（2000年）、州都はマティ (Mati) である。